# Schlacht bei Laschkar Gah
Die Schlacht bei Laschkar Gah war ein militärischer Konflikt, der am 28. und 29. März 2006 stattfand. Afghanische Militante attackierten eine Basis in der Provinz Helmand zwischen der Stadt Laschkar Gah und Sangin. Der Stützpunkt wurde erst sechs Wochen zuvor eröffnet und war mit Personal von 100 ANA-Soldaten und ihren amerikanischen Trainern besetzt.

## Überfall auf einen Konvoi
Die Kämpfe begannen, als Aufständische am 28. März einen Konvoi der afghanischen Nationalarmee auf dem Highway 611 in der Nähe von Sangin angriffen. Die Koalitionstruppen schickten zwei britische Harrier-Flugzeuge vom Flugplatz Kandahar zusammen mit einem Paar amerikanischer AH-64 Apache zum Unglücksort. Nachdem der Konvoi die Militanten abwehren konnte, trafen sie 13 Kilometer vor der Basis auf eine Sprengfalle, die die Straße zerstörte. Bei dem Überfall starben acht afghanische Soldaten.
Gegen 22:00 Uhr wurde eine Schnellreaktionstruppe, bestehend aus 38 Kanadiern, von Kandahar in amerikanischen Hubschraubern eingeflogen, um den Konvoi zurück zu seiner Basis zu eskortieren.

## Angriff auf die Basis
Die Militanten tauchten in den Hügeln westlich der Basis, einem Lehmhaus im Norden und den Mohnfeldern im Süden, auf und feuerten mit Maschinengewehren und RPGs auf den Stützpunkt. Der US-amerikanische Sergeant John T. Stone wurde erschossen, möglicherweise durch Eigenbeschuss.
Zwei Sections wurden in den Norden geschickt, um die dortige Truppenkraft aufzustocken. Dabei gerieten die beiden Gruppen zwischen die Islamisten und einem US-amerikanischen Maschinengewehrnest, wobei Private Robert Costall getötet und drei andere kanadische Soldaten, sowie ein Amerikaner verwundet wurden. Robert Costall war der erste kanadische Soldat der im Kampf gestorben ist.
Eine Boeing B-52 bombardierte die Stellungen der Taliban und tötete dabei ca. 30 Aufständische.

## Nachwirkungen
Nach der Schlacht wurden Ermittlungen von der Combined Joint Task Force 76 eingeleitet. Kanada leitete auch eine Untersuchungskommission ein, die feststellte, dass alle vier Kanadier tatsächlich infolge eines Eigenbeschusses getroffen wurden.
Nach einer externen Untersuchung durch Lieutenant Commander Clifford wurden Costalls Überreste nach Kanada zurückgeschickt, wo der Chief Coroner von Ontario eine Autopsie durchführte. Die aus seinem Körper entnommenen Kugeln wurden der Royal Canadian Mounted Police übergeben. Im Forensiklabor wurde festgestellt, dass es Kugeln waren, die von kanadischen, amerikanischen und afghanischen Truppen benutzt werden.
Nach der Schlacht starteten die Kanadier eine Gegenoffensive, indem sie durch die Operation Ketara die Kontrolle über die von den Taliban kontrollierten Mohnfelder übernahmen.